# Belinda Peregrín
Belinda Peregrín Schüll, även känd som Belinda, född 15 augusti 1989 i Madrid och uppvuxen i Mexico City, är en Spansk-mexikansk sångare, låtskrivare och skådespelare. Hon har medverkat i ett flertal filmer och TV-serier, bland annat som Marisol Duran i Disney Channel-filmen The Cheetah Girls 2 där även hennes låt "Why Wait" finns med på filmens soundtrack. Hon är en av domarna i TV-programmet La Voz, den mexikanska versionen av The Voice.